# Ginbo
Ginbo är ett distrikt i Etiopien.   Det ligger i zonen Kaffa och regionen Ye Debub Biheroch Bihereseboch na Hizboch, i den sydvästra delen av landet, 300 km sydväst om huvudstaden Addis Abeba.